# Hokkaidó
Hokkaidó (japánul 北海道, kiejtéseⓘ, Hepburn-átírással Hokkaidō, jelentése: Északi Tengeri Körzet) avagy Ezo a legészakibb és második legnagyobb japán sziget. Önálló régió Japánon belül, melyet egyetlen prefektúra alkot.  A legnagyobb város Szapporo, amely egyben a sziget székhelye is.

## Földrajz
Hokkaidó területe 83 423,84 km², ezzel a 21. legnagyobb területű sziget a világon. Népesség alapján a 20. helyen áll az Ír-sziget és Szicília között. 
Japán északi felében fekszik, Oroszországhoz közel. Partjait a Japán-tenger, az Ohotszki-tenger és a Csendes-óceán mossa. Délnyugati nyúlványa az Osima-félsziget, északkeleti a Siretoko-félsziget. Délen a Cugaru-csatorna választja el a főszigettől, Honsútól, de a víz alatt a Szeikan-alagút összeköti a két szigetet. Északon a 43 km széles La Pérouse-szoros választja el az oroszországi Szahalintól. Északkeleti irányban a vitatott hovatartozású Kuril-szigetekkel szomszédos.
A sziget közepe hegységekkel és vulkanikus fennsíkokkal tarkított. A legmagasabb pont az Aszahi-hegy (2291 m) az Isikari-hegységben. További hegyek a Kitami-hegység északon és a Hidaka-hegység délen. 
A tengerpartot síkságok övezik: az Isikari-síkság (3800 km²), a Tokacsi-síkság (3600 km²), a Kusiro-síkság (2510 km²) – ami a legnagyobb mocsaras terület Japánban –, és a Szarobecu-síkság (200 km²).
A sziget keleti részén körülbelül 3 kilométeres szélességben egy erdővel sűrűn betelepített rész húzódik. Ennek a célja, hogy felfogja a szelek pusztító erejét, különösen a hóviharokét, hogy megvédje a szarvasmarha-állományt.
A nemzeti parkokat lásd a Japán nemzeti parkjai szócikkben!

### Klíma
Hokkaidó Japán leghidegebb része. A nyár viszonylag hűvös, a tél viszont fagyos. Területe a nedves kontinentális éghajlati övbe esik. Az augusztusi átlaghőmérséklet 17-22 Celsius között alakul, míg januárban -12 és -4 Celsius között. A hőmérséklet függ a magasságtól és az óceántól való távolságtól is, a nyugati partvidéken jellemzően melegebb van. Északon már megjelenik a tajga is, s itt általában jelentős mennyiségű hó hullik, ami a hegyekben lehet akár 11 méter is, míg a partoknál 1,8 méter. Gyakoriak a hóviharok, melyek aztán nagyméretű torlaszokat építenek.
Japán többi részével ellentétben a szigetet jellemzően nem érinti a június-júliusi esős időszak, a csekélyebb páratartalom, és az inkább meleg, mint forró nyár a turisták szemében is vonzóvá teszi. Télen a jó minőségű porhó miatt a sziget igazi síparadicsom, a telet a szapporói hófesztivállal ünneplik.

## Története
A 720-ban elkészült Nihonsoki (Japán krónikája) az első, amely említést tesz Hokkaidóról. A szöveg szerint Abe no Hirafu 658 és 660 között nagy hadsereget vezetett az északi területekre, ahol kapcsolatba lépett a Misihase és Emisi klánokkal. Az egyik hely, ahol Hirafu járt, Vatarisima (渡島), amelyet a mai Hokkaidónak tartanak. Számos elmélet van Vatarisima pontos helyével kapcsolatban, illetve vannak, akik úgy tartják, az Emisi klán nem más, mint a mai ainuk ősei.
A Nara- és a Heian-korban (710-1185) a sziget lakói kereskedni kezdtek Deva tartománnyal, a japán császári közigazgatás észak felé előretolt helyőrségével. A középkorban a hokkaidóiakat összefoglaló néven ezónak hívták, a szigetet magát pedig utánuk elnevezve Ezocsinak (蝦夷地) vagy Ezogasimának (蝦夷ヶ島). Az itt élők főként halásztak és vadásztak, a rizst és a vasat pedig a japánoktól szerezték cserekereskedelem útján.
A Muromacsi-korban (1336-1573) Japán létrehozott egy állandó települést az Osima-félszigeten. Ahogyan egyre többen költöztek ide a Japánban dúló háborúskodás elől, úgy nőtt a feszültség a japánok és az ainuk között. Az ellenségeskedés végül háborúba torkollott, melynek végén Nobuhiro Takeda 1457-ben megölte az ainuk vezetőjét, Kosamaint, és letörte ellenállásukat. Nobuhiro leszármazottai uralták a Macumae-klánt, melynek kizárólagos kereskedelmi joga volt az ainukkal 1868-ig. A sziget déli része feletti uralmuk is eddig az időszakig datálható.
A Macumae-klán uralma a japán feudális struktúra megértése alapján értelmezhető. Honsú északi részén a középkori hadvezérek a központi államhatalommal csak laza kapcsolatban álltak, a saját területüket önállóan igazgatták, sőt önmagukat különféle címekkel is felruházták. Számos japán hadúr az Emisi-klán leszármazottja volt, s így betagozódtak a japán társadalomba. A Macumae-klán ősei, akárcsak a legtöbb japán, a Jamato-időszakig vezette vissza származását, miközben az Emisik ősei közt ainuk voltak. Őket a 8. században meghódították, és elkezdődött asszimilációjuk a japán többségi társadalomba. A Macumae-klán hatalma idején az Emisik már keveredett nép volt, inkább japán, mint ainu. Éppen ugyanez történt a hokkaidói ainukkal is.
Ez idő alatt az ainuk számos alkalommal fellázadtak az idegen uralom ellen. A legnagyobb az 1669-1672 közötti Sakusain-lázadás volt, de mindegyiket leverték. Ekkoriban a „japán” és az „Ainu” elnevezéseket már megkülönböztető jelleggel használták. 1799-1821 és 1855-1858 között az Edo sógunátus közvetlen irányítása alá vonta a területet, az Oroszország felől érkező katonai fenyegetésre válaszul, bár ez a gyakorlatban nem sok változást jelentett. A Meidzsi-restauráció idejében, 1868-ban a Tokugavákhoz lojális lázadók egy része Takeaki Enomoto vezetésével rövid életű államalakulatot hoztak létre Ezói Köztársaság néven. 1869-ben ezt a központi kormányzat felszámolta, és a térséget a Hakodate Tartományi Kormányzat (箱館府, Hakodate-fu) uralma alá helyezte. Ugyancsak 1869-ben kapta az egész sziget a „Hokkaidó” nevet, és területét tartományokra osztották: Osima, Siribesi, Iburi, Isikari, Tesio, Kitami, Hidaka, Tokacsi, Kusiro, Nemura, és Csisima tartományokra. 
A közigazgatás kiépítésének legfontosabb oka az volt, hogy megakadályozzák a Vlagyivosztok felől terjeszkedő Oroszország behatási kísérleteit. Kijotaka Kuroda császári megbízott az Amerikai Egyesült Államokba utazott, és Horace Capron agrárminiszter segítségét kérte annak érdekében, hogy a szigeten meghonosítsák a nyugati típusú mezőgazdaságot és bányászatot, mely vegyes eredménnyel zárult, és a kudarcok miatt Capron 1875-ben hazautazott. 1876-ban William S. Clark érkezett, aki mezőgazdasági főiskolát alapított Szapporóban. Habár csak egy évig maradt, a japánokra nagy hatást gyakorolt mind tanításai, mind a kereszténység útján. A sziget lakosság ebben az időben a négyszeresére, 240 ezer főre nőtt.
Mivel a sziget és Japán többi része között rossz volt a közlekedés, ezért annak fejlesztésébe kezdtek. Mindenekelőtt néhány tartományt tovább bontottak, így jött létre Hakodate, Szapporó, és Nemuro tartománya. Ezeket 1886-ban formálisan megszüntették, és az egész szigetet egységes igazgatás (北海道庁, Hokkaidó-csó) alá vonták, noha a három tartomány teljesen súlytalanul, de még mindig létezik.
A második világháború végén, 1945 tavaszán az amerikaiak Japán elleni támadása során a sziget déli partvidékének kikötői nagyobb károkat szenvedtek, számos hajót elsüllyesztettek. Eközben, még a békekötés előtt a szovjetek azt tervezték, hogy lerohanják egész Hokkaidót, de Harry S. Truman amerikai elnök világosan kifejezésre juttatta, hogy az 1943-as kairói nyilatkozat alapján az összes japán szigetnek egyszerre kell megadnia magát, éspedig MacArthur tábornok előtt.
1947-ben Hokkaidó jogilag is egyenrangú lett Japán többi részével.

## Közigazgatás
Az egész sziget Hokkaidó prefekturához tartozik. A hokkaidói közigazgatás alá tartozik több kisebb sziget, úgy mint Risiri, Rebun és Okusiri. Japán álláspontja szerint Hokkaidó része még négy a megszállt Kuril-szigetek közül (lásd: A Kuril-szigetek területi konfliktusa). 
Mivel a Hokkaidó névben a dó szócska a prefekturális státuszt jelöli, leggyakrabban csak akkor hivatkoznak rá Hokkaidó prefektúraként, ha a kormányzatot meg akarják különböztetni a szigettől.

### Települések

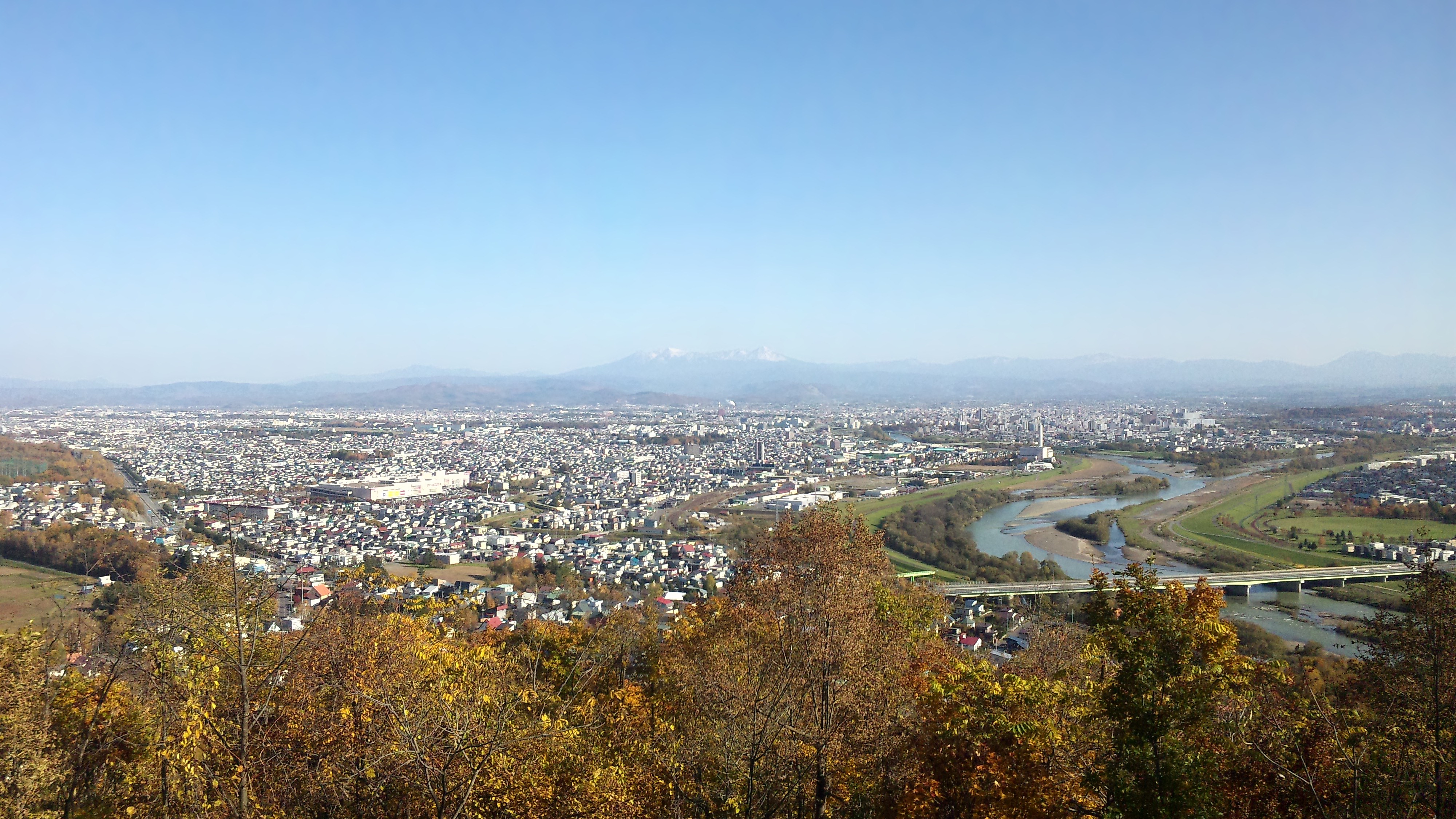
Aszahikava panorámája

Hakodate, Gorjokaku erőd

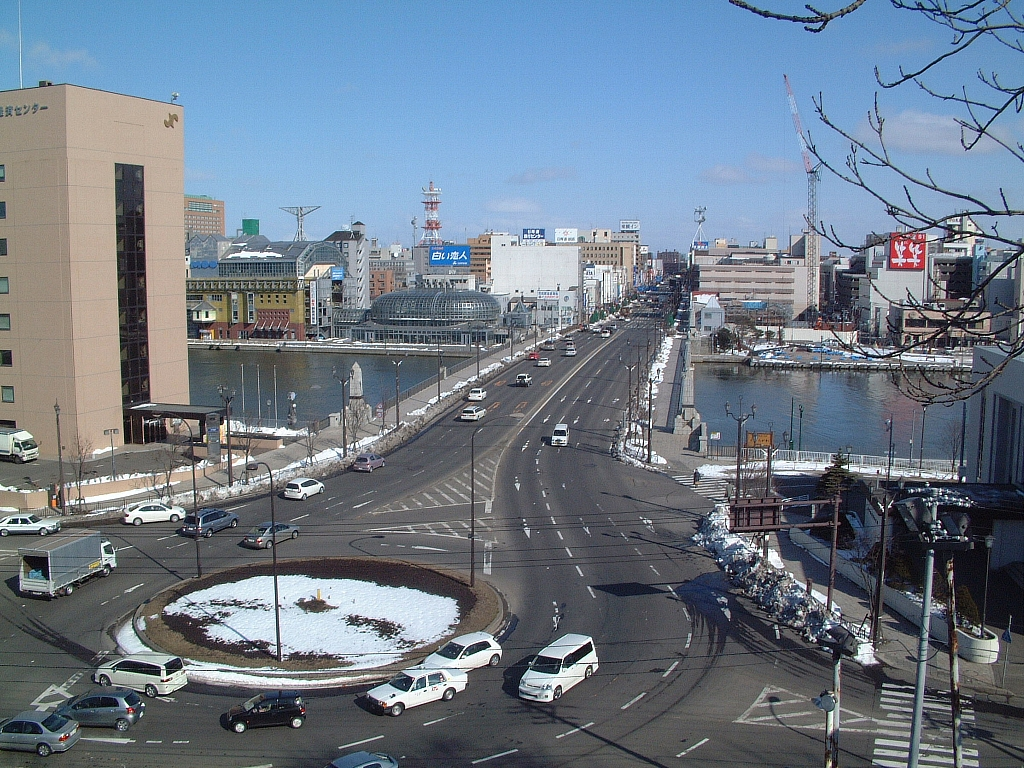
Kusiro, Nuszamai híd

A legnagyobb városok Szapporo és Aszahikava a sziget belsejében, valamint Hakodate kikötőváros a déli partoknál.
A legnagyobb városok:
| Város      | Lakosság (fő)    | Lakosság (fő)    | Lakosság (fő)    | Lakosság (fő)    |
| Város      | 2000. október 1. | 2005. október 1. | 2006. október 1. | 2016. szept. 30. |
| ---------- | ---------------- | ---------------- | ---------------- | ---------------- |
| Szapporo   | 1 822 368        | 1 880 875        | 1 888 953        | 1 947 097        |
| Aszahikava | 359 536          | 354 988          | 353 540          | 343 393          |
| Hakodate   | 305 311          | 294 212          | 290 927          | 266 192          |
| Kusiro     | 201 566          | 190 477          | 188 653          | 174 938          |
| Tomakomai  | 172 086          | 172 755          | 173 013          | 173 226          |
| Obihiro    | 173 030          | 170 586          | 170 064          | 168 258          |
| Otaru      | 150 687          | 142 165          | 140 089          | 121 269          |
| Kitami     | 132 125          | 129 365          | 128 630          | 120 189          |
| Ebecu      | 123 877          | 125 589          | 125 497          | 119 247          |
| Muroran    | 103 278          | 98 373           | 97 322           | 87 498           |
| Ivamizava  | 96 302           | 93 677           | 93 155           | 84 127           |
| Csitosze   | 88 897           | 91 439           | 92 124           | 96 372           |
| Eniva      | 65 239           | 67 614           | 67 955           | 69 215           |